# Persone di nome Darius
| Questa pagina contiene informazioni ricavate automaticamente dalle voci biografiche con l'ausilio del template Bio e di un bot. L'aggiornamento è periodico e automatico e ricostruisce completamente la pagina. Se manca una persona in questa lista, sei pregato di non aggiungerla, ma accertati piuttosto che la sua voce biografica contenga il template Bio e che i dati anagrafici siano correttamente compilati. Se il template Bio manca, inseriscilo tu stesso o, in alternativa, metti l'avviso {{tmp\|Bio}} che ne segnala la mancanza. Se i dati riportati sono sbagliati, correggi direttamente la voce biografica; le modifiche saranno visibili in questa lista entro pochi giorni. Per chiarimenti vedi il progetto antroponimi. La lista contiene solo le 55 persone che sono citate nell'enciclopedia e per le quali è stato implementato correttamente il template Bio. Pagina aggiornata al 6 giu 2025. |

Questa è una lista di persone presenti nell'enciclopedia che hanno il nome Darius, suddivise per attività principale.

## Allenatori di football americano(1)
- Darius Willis, allenatore di football americano statunitense

## Allenatori di pallacanestro(1)
- Darius Songaila, allenatore di pallacanestro e ex cestista lituano (Kampsukas, n. 1978)

## Archeologi(1)
- Darius Arya, archeologo e antropologo statunitense (Buffalo, n. 1971)

## Attori(1)
- Darius McCrary, attore statunitense (Walnut, n. 1976)

## Attori pornografici(1)
- Darius Ferdynand, ex attore pornografico e modello ungherese (Budapest, n. 1988)

## Calciatori(7)
- Darius Henderson, ex calciatore inglese (Sutton, n. 1981)
- Darius Johnson, calciatore grenadino (Londra, n. 2000)
- Darius Maciulevičius, ex calciatore lituano (Kaunas, n. 1973)
- Darius Miceika, ex calciatore lituano (Vilnius, n. 1983)
- Darius Olaru, calciatore rumeno (Mediaș, n. 1998)
- Darius Vassell, ex calciatore inglese (Birmingham, n. 1980)
- Darius Žutautas, ex calciatore lituano (Gargždai, n. 1978)

## Cantautori(2)
- Darius Campbell, cantautore, attore e produttore cinematografico britannico (Glasgow, n. 1980 - Rochester, † 2022)
- Darius Rucker, cantautore statunitense (Charleston, n. 1966)

## Cestisti(21)
- Darius Adams, cestista statunitense (Decatur, n. 1989)
- Darius Bazley, cestista statunitense (Boston, n. 2000)
- Darius Carter, cestista statunitense (Akron, n. 1992)
- Pete Cunningham, ex cestista statunitense (Chicago, n. 1942)
- Darius Days, cestista statunitense (Gainesville, n. 1999)
- Darius Defoe, cestista dominicense (Bataka, n. 1984)
- Darius Dimavičius, ex cestista e allenatore di pallacanestro lituano (Kaunas, n. 1968)
- Darius Garland, cestista statunitense (Gary, n. 2000)
- Darius Hall, ex cestista statunitense (Detroit, n. 1973)
- Darius Johnson-Odom, cestista statunitense (Raleigh, n. 1989)
- Darius Lukminas, ex cestista lituano (Kaunas, n. 1968)
- Darius Maskoliūnas, ex cestista e allenatore di pallacanestro lituano (Jonava, n. 1971)
- Darius Miles, ex cestista statunitense (Belleville, n. 1981)
- Darius Miller, ex cestista statunitense (Maysville, n. 1990)
- Darius Morris, cestista statunitense (Los Angeles, n. 1991 - Los Angeles, † 2024)
- Darius Pakamanis, ex cestista lituano (Mažeikiai, n. 1981)
- Darius Perry, cestista statunitense (Powder Springs, n. 1999)
- Darius Rice, ex cestista statunitense (Jackson, n. 1982)
- Darius Šilinskis, ex cestista lituano (Mažeikiai, n. 1984)
- Darius Thompson, cestista statunitense (Murfreesboro, n. 1995)
- Darius Washington, cestista statunitense (Winter Park, n. 1985)

## Compositori(1)
- Darius Milhaud, compositore francese (Marsiglia, n. 1892 - Ginevra, † 1974)

## Direttori della fotografia(1)
- Darius Khondji, direttore della fotografia iraniano (Teheran, n. 1955)

## Giocatori di football americano(12)
- Darius Alexander, giocatore di football americano statunitense (Fort Wayne, n. 2000)
- Darius Harris, giocatore di football americano statunitense (Horn Lake, n. 1996)
- Darius Kilgo, giocatore di football americano statunitense (Matthews, n. 1991)
- Shaquille Leonard, giocatore di football americano statunitense (Nichols, n. 1995)
- Darius Lewis, giocatore di football americano statunitense (Olney, n. 1994)
- Darius Muasau, giocatore di football americano statunitense (San Diego, n. 2001)
- Darius Philon, giocatore di football americano statunitense (Mobile, n. 1994)
- Darius Robinson, ex giocatore di football americano statunitense (College Park, n. 1991)
- Darius Robinson, giocatore di football americano statunitense (Southfield, n. 2001)
- Darius Rush, giocatore di football americano statunitense (Kingstree, n. 2000)
- Darius Slay, giocatore di football americano statunitense (Brunswick, n. 1991)
- Darius Slayton, giocatore di football americano statunitense (Norcross, n. 1997)

## Giornalisti(1)
- Darius Rochebin, giornalista svizzero (Ginevra, n. 1966)

## Hockeisti su ghiaccio(1)
- Darius Kasparaitis, ex hockeista su ghiaccio russo (Elektrėnai, n. 1972)

## Personaggi televisivi(1)
- Shangela Laquifa Wadley, personaggio televisivo e attore statunitense (Paris, n. 1981)

## Politici(1)
- Darius Vâlcov, politico e economista rumeno (Slatina, n. 1977)

## Sceneggiatori(1)
- Darius Marder, sceneggiatore e regista statunitense (Ashfield, n. 1974)

## Storici dell'arte(1)
- Darius Alexander Spieth, storico dell'arte statunitense (n. 1970)